# طوبی شنوغلو
طوبی شنوغلو (انگلیسی: Tuğba Şenoğlu؛ زادهٔ ۲ فوریهٔ ۱۹۹۸) بازیکن والیبال زن اهل ترکیه است.